# Cecil J. Nesbitt
Cecil James Nesbitt (* 10. Oktober 1912 in Fort William, Ontario; † 22. Oktober 2001) war ein kanadisch-amerikanischer Mathematiker.
Nesbitt wuchs in Edmonton auf, wohin seine Familie 1922 zog, und machte dort 1929 seinen High-School-Abschluss. Er studierte ab 1930 an der University of Toronto mit dem Bachelor-Abschluss 1934 und dem Master-Abschluss 1935. 1937 wurde er dort bei Richard Brauer promoviert (On the regular representations of algebras). Als Post-Doktorand war er 1937/38 auf Empfehlung von Brauer am Institute for Advanced Study. Ab 1938 war er an der University of Michigan, wo er 1941 Assistant Professor, 1946 Associate Professor und 1952 Professor wurde. 1960/61 und 1970/71 stand er der Mathematikfakultät vor und 1962 bis 1967 war er stellvertretender Fakultätsvorstand. 1980 emeritierte er.
Anfangs beschäftigte er sich mit Algebra und Darstellungstheorie, was unter anderem zu mehreren Aufsätzen in den Annals of Mathematics und einem Buch mit Emil Artin über Artin-Ringe führte. Später wandte er sich der Versicherungsmathematik zu, worüber er mit Ko-Autoren 1986 ein Standardwerk schrieb.
Mit seinem Doktoranden (1963) Donald R. Schuette entwickelte er die Schuette-Nesbitt-Formel in der Versicherungsmathematik. Er bildete viele führende Versicherungsmathematiker (und mehrere spätere Präsidenten von Versicherungsgesellschaften in den USA) aus.
Nesbitt war auch praktisch zum Beispiel in der erfolgreichen Beratung des Pensionsfonds der Universität Michigan tätig und entwickelte Pensionsfonds-Pläne für Staatsangestellte in Puerto Rico und Costa Rica.
Von 1985 bis 1987 war er Vizepräsident der Society of Actuaries, deren Fellow er 1946 wurde. 1988 erhielt er den Distinguished Faculty Governance Award der Universität Michigan.
Er war seit 1938 verheiratet und hatte zwei Söhne, die beide früh an zystischer Fibrose starben. Seit 1946 war er US-Staatsbürger.

## Schriften
- mit Emil Artin,  Robert M. Thrall Rings with minimum condition, University of Michigan Press 1944
- mit Marjorie Butcher Mathematics of compound interest, Ulrichs Books 1971
- mit Newton L. Bowers, Hans U. Gerber, James C. Hickman, Donald A. Jones Actuarial Mathematics, Society of Actuaries, 1986, 2. Auflage 1997